# Reformas Kansei

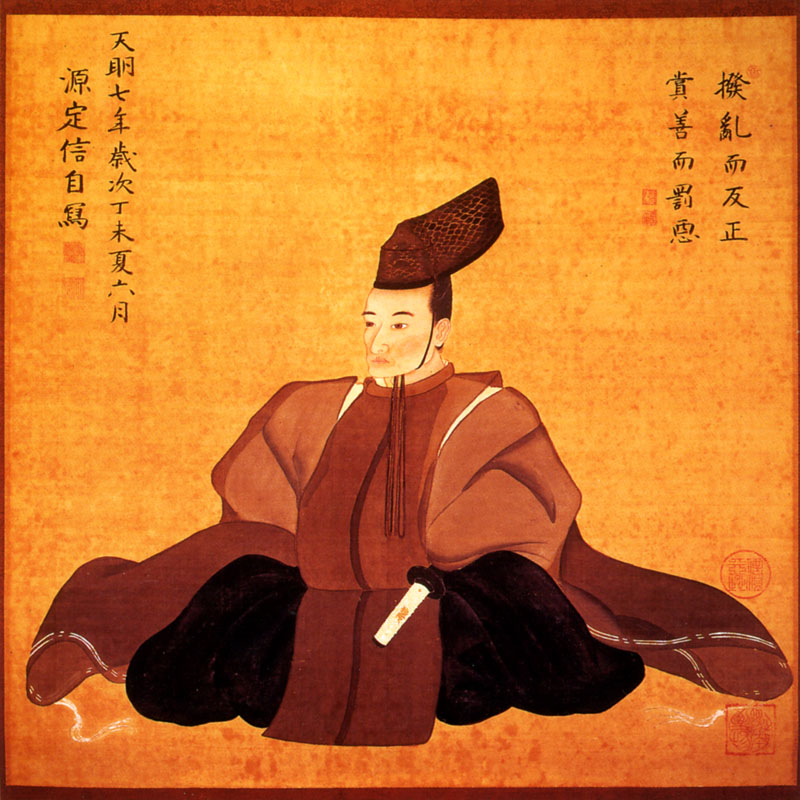
Matsudaira Sadanobu

Las reformas Kansei (寛政の改革 Kansei no kaikaku?) fueron una serie de cambios y edictos reaccionarios con los que se intentaban solucionar una gran cantidad de problemas del shogunato Tokugawa de mediados del siglo XVIII.
Matsudaira Sadanobu fue designado el consejero en jefe del shōgun (rōjū) en el verano de 1787 y a comienzos del año siguiente se convirtió en el regente de Tokugawa Ienari. Como el principal encargado de las decisiones del shogunato intentó fortalecer el gobierno revirtiendo muchas de las políticas y prácticas que se habían establecido en el régimen del antiguo shōgun Tokugawa Ieharu.